# Antonio Hudson
Antonio Eugene Hudson (ur. 23 lipca 1983 w Minden) – amerykański koszykarz, występujący na pozycjach rzucającego obrońcy oraz niskiego skrzydłowego.
W szkole średniej grał także w baseball na pozycjach pitchera, shortstopera.
W sierpniu 2005 został wybrany w trzeciej rundzie draftu do chińskiej ligi CBA przez zespół Shanxi Gaitianli z numerem 34 ogólnej listy naboru.
W styczniu 2007 doznał kontuzji kolana, podczas przegranego (79-81) spotkania z Słupsku z Energą Czarnymi.
W sierpniu 2007 po opuszczeniu Polonii SPEC Warszawa podpisał umowę z beniaminkiem 
Dominet Bank Ekstraligi – Basketem Kwidzyn. Opuścił klub przed rozpoczęciem sezonu zasadniczego.

## Osiągnięcia
Na podstawie, o ile nie zaznaczono inaczej.
NCAA
- Uczestnik turnieju NCAA (2003, 2005)
- Zaliczony do II składu turnieju konferencji Southeastern (SEC – 2002, 2005)

Indywidualne
- Lider strzelców sezonu zasadniczego PLK (2007)